# 특잇값

유클리드 공간 위의 선형 변환은 단위 공을 타원체로 대응시키며, 선형 변환의 특잇값들은 타원체의 주축 반지름들이다.

함수해석학에서 특잇값(特異값, 영어: singular value)은 콤팩트 작용소와 그 에르미트 수반의 합성의 고윳값의 제곱근이다. 항상 양의 실수이다. 이를 통해, 임의의 콤팩트 작용소를 특잇값 분해(特異값分解, 영어: singular value decomposition, 약자 SVD)라는 특별한 꼴로 표현할 수 있다.
고윳값과 달리, 특잇값은 서로 다른 (특히, 서로 다른 차원의) 힐베르트 공간 사이의 작용소(예를 들어, 정사각이 아닌 행렬)에 대해서도 정의된다. 고윳값에 고유 벡터가 대응되는 것과 마찬가지로, 각 특잇값에는 왼쪽 특이 벡터(왼쪽特異vector, 영어: left singular vector) 및 오른쪽 특이 벡터(오른쪽特異vector, 영어: right singular vector)가 대응된다. 그러나 고유 벡터의 경우와 달리 특이 벡터는 좌우를 구별해야 한다.

## 정의
{\displaystyle \mathbb {K} \in \{\mathbb {R} ,\mathbb {C} \}}가 실수체 또는 복소수체라고 하자. 두 {\displaystyle \mathbb {K} }-힐베르트 공간 {\displaystyle V}, {\displaystyle W} 사이의 콤팩트 작용소
{\displaystyle T\colon V\to W}
의 특잇값 및 왼쪽·오른쪽 특이 벡터의 개념은 다양한 방법으로 정의될 수 있다.

### 고윳값을 통한 정의
두 {\displaystyle \mathbb {K} }-힐베르트 공간 {\displaystyle V}, {\displaystyle W} 사이의 콤팩트 작용소
{\displaystyle T\colon V\to W}
가 주어졌다고 하자. 그렇다면, 그 에르미트 수반
{\displaystyle T^{*}\colon W\to V}
을 사용하여, 작용소
{\displaystyle T^{*}T\colon V\to V}
및
{\displaystyle TT^{*}\colon W\to W}
를 정의할 수 있다. 이들은 자기 수반 작용소를 이루며, 따라서 이 둘의 실수 고윳값들을 정의할 수 있다. 이들은 항상 음이 아닌 실수이다.
{\displaystyle TT^{*}}와 {\displaystyle T^{*}T}의 고윳값들 가운데, 0이 아닌 것들은 서로 일치하며, 그 중복수 또한 일치한다. 0의 경우, 다음과 같은 세 가지가 가능하다.
- 경우 1:  {\displaystyle TT^{*}}와 {\displaystyle T^{*}T} 둘 다 0을 고윳값으로 갖거나 둘 다 0을 고윳값으로 갖지 않는다. 전자의 경우, 0의 중복수 역시 같다.
- 경우 2: {\displaystyle TT^{*}}와 {\displaystyle T^{*}T} 둘 다 0을 고윳값으로 갖지만, 그 중복수가 서로 다르다.
- 경우 3: {\displaystyle TT^{*}}와 {\displaystyle T^{*}T} 가운데 하나는 0을 고윳값으로 갖지만 다른 하나는 0을 고윳값으로 갖지 않는다.

이 경우, 특잇값들과 그 중복수는 각각 다음과 같다.
- 경우 1: {\displaystyle T}의 특잇값은 {\displaystyle T^{*}T} 또는 {\displaystyle TT^{*}}의 고윳값들의 제곱근들이며, 그 중복수는 고윳값들의 중복수와 같다.
- 경우 2: {\displaystyle T}의 특잇값은 (0을 포함하여) {\displaystyle T^{*}T} 또는 {\displaystyle TT^{*}}의 고윳값들의 제곱근들이다. 0이 아닌 고윳값의 경우, 그 중복수는 대응하는 고윳값의 중복수와 같다. 0의 경우, 그 중복수는 {\displaystyle T^{*}T}에서의 중복수와 {\displaystyle TT^{*}}에서의 중복수 가운데 더 작은 것과 같다.
- 경우 3: {\displaystyle T}의 특잇값은 {\displaystyle T^{*}T} 또는 {\displaystyle TT^{*}}의 고윳값들 가운데 0이 아닌 것들의 제곱근이며, 그 중복수는 고윳값들의 중복수와 같다.

이 경우, 주어진 특잇값에 대응하는 왼쪽 특이 벡터는 {\displaystyle T^{*}T}에서의 고유 벡터이며, 주어진 특잇값에 대응하는 오른쪽 특이 벡터는 {\displaystyle TT^{*}}에서의 고유 벡터이다.

### 특잇값 분해를 통한 정의
{\displaystyle \mathbb {K} \in \{\mathbb {R} ,\mathbb {C} \}}라고 하자. 두 {\displaystyle \mathbb {K} }-힐베르트 공간 {\displaystyle V}, {\displaystyle W} 사이의 콤팩트 작용소
{\displaystyle T\colon V\to W}
는 항상 다음과 같은 꼴로 표현될 수 있으며, 이를 슈미트 표현(Schmidt表現, 영어: Schmidt representation):232, §1 또는 특잇값 분해라고 한다.
{\displaystyle T=\sum _{0\leq i<N}s_{i}\langle v_{i},-\rangle w_{i}}
여기서
- {\displaystyle N\in \{0,1,\dotsc ,\infty \}}이다.
- {\displaystyle (s)_{0\leq i<N}}는 양의 실수들의 수열이며, 감소수열이다. 즉, {\displaystyle \lambda _{0}\geq \lambda _{1}\geq \lambda _{2}\geq \cdots }이다.
- {\displaystyle (v_{i})_{0\leq i<N}}은 {\displaystyle V} 속의 정규 직교 벡터열이다. (그러나 정규 직교 기저가 될 필요는 없다.)
- {\displaystyle (w_{i})_{0\leq i<N}}은 {\displaystyle W} 속의 정규 직교 벡터열이다. (그러나 정규 직교 기저가 될 필요는 없다.)

이 경우, {\displaystyle s_{i}}를 {\displaystyle T}의 특잇값이라고 하며, {\displaystyle v_{i}}를 {\displaystyle s_{i}}의 왼쪽 특이 벡터, {\displaystyle w_{i}}를 {\displaystyle s_{i}}의 오른쪽 특이 벡터라고 한다.
이에 따라, {\displaystyle (v_{i})_{0\leq i<N}} 및 {\displaystyle (w_{i})_{0\leq i<N}}에 다른 벡터들을 추가하여 각각 {\displaystyle V} 및 {\displaystyle W}의 정규 직교 기저로 만들 수 있다. 그러나 이는 물론 일반적으로 유일하지 않다.

### 유한 차원의 경우
특히, 만약 {\displaystyle V=\mathbb {K} ^{m}}, {\displaystyle W=\mathbb {K} ^{n}}가 유한 차원 힐베르트 공간일 경우, 임의의 {\displaystyle \mathbb {K} }성분 {\displaystyle n\times m} 행렬 {\displaystyle T\in \operatorname {Mat} (n,m;\mathbb {K} )}는 {\displaystyle \mathbb {K} }-선형 변환
{\displaystyle T\colon \mathbb {K} ^{m}\to \mathbb {K} ^{n}}
을 정의한다. 유한 차원에서는 모든 작용소가 콤팩트 작용소이다.
이 경우, 만약 벡터 {\displaystyle v\in \mathbb {K} ^{m}}과 {\displaystyle w\in \mathbb {K} ^{n}}과 음이 아닌 실수 {\displaystyle s\in \mathbb {R} _{\geq 0}}에 대하여
{\displaystyle Tv=sw}
{\displaystyle T^{*}w=sv}
가 성립한다면, {\displaystyle s}를 {\displaystyle T}의 특잇값이라고 하며, {\displaystyle v}를 {\displaystyle s}에 대응하는 왼쪽 특이 벡터, {\displaystyle u}를 {\displaystyle s}에 대응하는 오른쪽 특이 벡터라고 한다.
유한 차원의 경우, 특잇값 분해는 다음과 같은 행렬 분해를 정의한다.
{\displaystyle T=U\Sigma V^{*}}
여기서
- {\displaystyle U}는 {\displaystyle m\times m} 크기의 유니터리 행렬이다. ({\displaystyle \mathbb {K} =\mathbb {R} }일 경우 이는 직교 행렬과 같다.)
- {\displaystyle \Sigma }는 {\displaystyle m\times n} 크기의 대각 행렬이며, 그 성분들은 모두 음이 아닌 실수이다. 즉, 예를 들어 {\displaystyle m<n}이라면 다음과 같은 꼴이다.
{\displaystyle \Sigma ={\begin{pmatrix}s_{1}&0&0&\dotsm &0&0&\dotsm &0\\0&s_{2}&0&\dotsm &0&0&\dotsm &0\\0&0&s_{3}&&&0&\cdots &0\\\vdots &\vdots &&\ddots &&\vdots &&\vdots \\0&0&&&s_{m}&0&\dotsm &0\end{pmatrix}}}
- {\displaystyle V^{*}}는 {\displaystyle n\times n} 크기의 유니터리 행렬이다. ({\displaystyle \mathbb {K} =\mathbb {R} }일 경우 이는 직교 행렬과 같다.)

이 경우, {\displaystyle \Sigma }의 대각 성분들이 {\displaystyle T}의 특잇값들이며, {\displaystyle V^{*}}의 열벡터(={\displaystyle V}의 행벡터)들이 {\displaystyle T}의 왼쪽 특이 벡터들이며, {\displaystyle U}의 행벡터들이 {\displaystyle T}의 오른쪽 특이 벡터들이다.
특잇값 분해에서, {\displaystyle \Sigma }는 (특잇값들의 순열을 무시하면) 유일하게 결정되지만, {\displaystyle U}와 {\displaystyle V^{*}}는 일반적으로 그렇지 않다.

### 기하학적 정의
같은 유한 차원의 두 실수 힐베르트 공간(=유클리드 공간) 사이의 실수 선형 변환의 특잇값들은 기하학적으로 해석될 수 있다.
구체적으로, 임의의 실수 선형 변환 {\displaystyle T\colon \mathbb {R} ^{n}\to \mathbb {R} ^{n}}은 (자명하게) 콤팩트 작용소이며, 이 경우 {\displaystyle T}는 단위 공을 타원체로 대응시킨다. 이 경우, {\displaystyle T}의 특잇값들은 이 타원체의 주축 반지름들과 같다.

## 성질
두 힐베르트 공간 사이의 콤팩트 작용소 {\displaystyle T}의 특잇값 가운데 최대인 것은 {\displaystyle T}의 작용소 노름과 같다.

### 특잇값의 수
{\displaystyle m\times n} 행렬은 (중복수를 포함하여) {\displaystyle \min\{m,n\}}개의 특잇값들을 갖는다. 여기서, 특잇값들은 중복될 수 있다. 즉, 모든 {\displaystyle \min\{m,n\}}개의 특잇값들이 죄다 같을 수 있다.

### 고윳값과의 관계
만약 {\displaystyle T\colon V\to V}가 {\displaystyle \mathbb {K} }-힐베르트 공간 {\displaystyle V} 전체에 정의된 콤팩트 자기 수반 작용소일 경우, {\displaystyle T} 특잇값들은 {\displaystyle T}의 고윳값들의 절댓값들이며, 각 특잇값에 대응하는 특이 벡터는 고유 벡터이다.

## 예
다음과 같은 실수 4×5 행렬을 생각하자.
{\displaystyle T={\begin{pmatrix}1&0&0&0&2\\0&0&3&0&0\\0&0&0&0&0\\0&4&0&0&0\end{pmatrix}}}
이 행렬의 특잇값 분해 {\displaystyle T=U\Sigma V^{*}}는 다음과 같다.
{\displaystyle T={\begin{pmatrix}0&0&1&0\\0&1&0&0\\0&0&0&-1\\1&0&0&0\end{pmatrix}}{\begin{pmatrix}\color {Red}{4}&0&0&0&0\\0&\color {Red}{3}&0&0&0\\0&0&\color {Red}{\sqrt {5}}&0&0\\0&0&0&\color {Red}{0}&0\end{pmatrix}}{\begin{pmatrix}0&1&0&0&0\\0&0&1&0&0\\1/{\sqrt {5}}&0&0&0&2/{\sqrt {5}}\\0&0&0&1&0\\-2/{\sqrt {5}}&0&0&0&1/{\sqrt {5}}\end{pmatrix}}}
즉, {\displaystyle T}의 특잇값들은 가운데 행렬에서 붉게 표시된 성분들인 {\displaystyle 4,3,{\sqrt {5}},0}이다.
특잇값 분해는 유일하지 않다. 예를 들어, 위와 같은 분해에서, 마지막 인자 {\displaystyle V^{*}}를
{\displaystyle V^{*}={\begin{pmatrix}0&1&0&0&0\\0&0&1&0&0\\1/{\sqrt {5}}&0&0&0&2/{\sqrt {5}}\\{\sqrt {2/5}}&0&0&1/{\sqrt {2}}&-1/{\sqrt {10}}\\-{\sqrt {2/5}}&0&0&1/{\sqrt {2}}&1/{\sqrt {10}}\end{pmatrix}}}
로 교체할 수도 있다.

## 역사
특잇값의 개념은 에르하르트 슈미트가 1907년에 도입하였다. 슈미트는 특잇값을 "고윳값"(독일어: Eigenwert)이라고 일컬었으나, 이후 1937년에 프랭크 스미디스(영어: Frank Smithies, 1912~2002)가 "특잇값"(영어: singular value)이라는 용어를 도입하였다.

## 응용
행렬의 특잇값 분해는 신호 처리와 통계학 등의 분야에서 자주 사용된다. 특히, 통계학에서 특잇값 분해를 통한 분석은 주성분 분석이라고 불린다.

## 같이 보기
- 조건수
- 슈어-혼 정리
- 특잇값 분해

## 참고 문헌
1. ↑  Hinrichs, Aicke; Pietsch, Albrecht (2010년 2월). “p-nuclear operators in the sense of Grothendieck”. 《Mathematische Nachrichten》 (영어) 283 (2): 232–261. doi:10.1002/mana.200910128.
2. ↑  
Schmidt, Erhard (1907). 《Zur Theorie der linearen und nichtlinearen Integralgleichungen. I. Teil: Entwicklung willkürlicher Funktionen nach Systemen vorgeschriebener》. 《Mathematische Annalen》 (독일어) 63. 433–476쪽. ISSN 0025-5831. 2016년 12월 31일에 원본 문서에서 보존된 문서. 2017년 1월 18일에 확인함.
3. ↑  Smithies, Frank (1937). “The eigenvalues and singular values of integral equations”. 《Proceedings of the London Mathematical Society》 (영어) 43: 255–279. doi:10.1112/plms/s2-43.4.255.